# USS Bon Homme Richard (CVA-31)
USS Bon Homme Richard (CV/A-31) – drugi amerykański okręt noszący tę nazwę. Przejął ją na cześć fregaty Johna Paula Jonesa, ochrzczonej francuskojęzycznym odpowiednikiem słów „Poczciwy Ryszard”, dla upamiętnienia almanachu Benjamina Franklina o takim tytule.

## Historia
„Bon Homme Richard” był lotniskowcem typu Essex zbudowanym w stoczni New York Navy Yard na Brooklynie. Okręt wszedł do służby w listopadzie 1944, przeszedł na Pacyfik w marcu 1945 i w czerwcu dołączył do szybkich lotniskowców w strefie bojowej. Wziął udział w ostatnich rajdach na wyspy japońskie. Wraz z końcem walk w połowie sierpnia kontynuował działania w pobliżu Japonii do września, kiedy wrócił do USA. Uczestniczył w operacji Magic Carpet, mającej na celu przywiezienie żołnierzy amerykańskich do USA. Od 1946 pozostawał na ogół nieaktywny do momentu wycofania ze służby w Seattle w styczniu 1947.
Wybuch wojny koreańskiej w czerwcu 1950 spowodował, że „Bon Homme Richard” został ponownie włączony do służby w styczniu 1951. Okręt wypłynął na Zachodni Pacyfik w maju 1951, używając swoich samolotów przeciw celom w Korei do końca tury bojowej pod koniec tego roku. Drugi przydział bojowy trwał od maja do grudnia 1952. W czasie jego trwania okręt wziął m.in. udział w dużym ataku na tamę Sui-ho i Pjongjang. W tym czasie przeklasyfikowany na CVA-31.
Lotniskowiec został wycofany ze służby w maju 1953 i przeszedł znaczną przebudowę, która umożliwiła działania lotnicze samolotów odrzutowych z jego pokładu – „Bon Homme Richard” wyszedł ze stoczni z ukośnym, powiększonym pokładem lotniczym, zmienionym dziobem, katapultami parowymi, nową wysepką, szerszą rufą i wieloma innymi ulepszeniami. Wrócił do służby we wrześniu 1955 i rozpoczął długą serię przydziałów w Siódmej Flocie. Odbył rejsy na Zachodnim Pacyfiku w latach 1957, 1958–1959, 1959–1960, 1961, 1962–1963 i 1964. W trakcie tego ostatniego dotarł na Ocean Indyjski.
Eskalacja wojny wietnamskiej na początku 1965 była trzecim konfliktem zbrojnym, w którym uczestniczył lotniskowiec. „Bon Homme Richard” odbył pięć tur bojowych w rejonie południowo-wschodniej Azji w ciągu następnych sześciu lat. Jego samoloty wielokrotnie walczyły z północnowietnamskimi MiGami, kilka z nich strącając, a także uderzały w cele transportowe i infrastrukturę wroga. „Bon Homme Richard” otrzymał rozkaz dezaktywacji pod koniec swojego przydziału w 1970. Został wycofany w lipcu 1971 i stał się częścią Rezerwowej Floty w Bremerton. Po dwóch dekadach bezczynności w marcu 1992 został sprzedany na złom. Został złomowany w stoczni Southwest Marine w San Pedro w Kalifornii.

## Dane techniczne
Uzbrojenie w momencie budowy
- 12 x 127 mm (4 x II, 4 x I)
- 32 x 40 mm (8 x IV)
- 46 x 20 mm (40 x I)
- Pancerz w momencie budowy
  - boczny 2,5 do 4 cali
  - hangarowy i ochronny 1,5 cala
  - grodzie 4 cale
  - góra i boki pomieszczenia sterowego 1,5 cala stali STS
  - góra pomieszczenia sterowego 2,5 cala